# 金钟街道 (天津市)
金钟街道，是中华人民共和国天津市东丽区下辖的一个乡镇级行政单位。原为大毕庄镇，2007年撤镇，改为金钟街道。
2020年7月，全国爱国卫生运动委员会命名金钟街道为2017-2019周期国家卫生乡镇。

## 行政区划
金钟街道下辖以下地区：
溪水湾社区、德翔里社区、德锦里社区、悦和里社区、轩和里社区、瑞和里社区、新城社区、金河家园社区、温泉公寓社区、新中园社区和赵沽里社区。